# Corregència

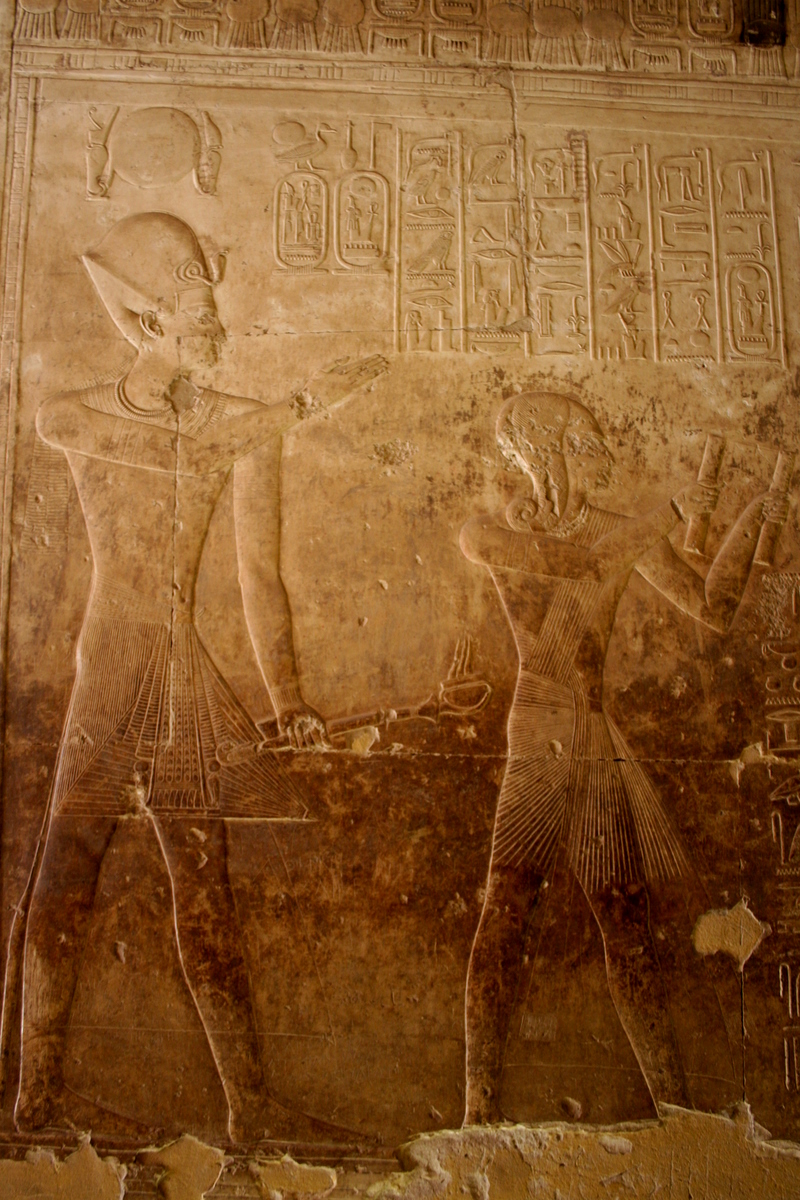
Seti I i el seu fill Ramsès II, el seu futur corregente. Baix relleu de el temple de Abidos

La corregència és la forma de governar en la qual un monarca exerceix les seves funcions conjuntament amb una altra persona: el corregent. Normalment s'establia entre el rei i el seu fill hereu, encara que podia ser amb altres persones de la família reial, la noblesa o més rarament amb alts dignataris de l'Estat.

## Andorra
Una corregència existeix avui dia en Andorra, on dos coprinceps són el cap d'estat.

## Antic Egipte
La corregència va ser una pràctica habitual en l'antic Egipte, possiblement perquè complia dues funcions importants: l'aprenentatge de el futur sobirà i una manera de confirmar la decisió del faraó sobre qui seria el seu hereu.

### Governants corregents de l'Antic Egipte
En l'Antic Egipte, alguns dels governants que van exercir el seu regnat en corregència són els següents:
Imperi Mitjà d'Egipte
- dinastia XI
  - Mentuhotep amb el seu fill Antef I
- dinastia XII
  - Amenemhet I amb el seu fill Senusret I
  - Amenemhet II amb el seu fill Senusret II
  - Amenemhet III amb Amenemhet IV

Imperi Nou d'Egipte
- dinastia XVIII
  - Amosis I amb el seu fill Amenofis I
  - Amenofis III amb el seu fill Akhenaton (Amenofis IV)
  - Akhenaton amb la seva esposa Nefertiti ?
  - Akhenaton amb Semenejkara ?
  - Horemheb amb el seu Djati Ramsés I
- dinastia XIX
  - Ramsés I amb el seu fill Seti I
  - Seti I amb el seu fill Ramsès II

Tercer període intermedi d'Egipte
- dinastia XXI
  - Neferjeres amb el seu germà Psusennes I
  - Psusennes I amb el seu fill Amenemopet
- dinastia XXIII
  - Padibastis amb el seu fill Iuput I
  - Osorcón III amb el seu fill Takelot III

Període tardà d'Egipte
- dinastia XXX
  - Nectanebeu I amb el seu fill Teos

Període hel·lenístic d'Egipte
- Dinastia Ptolemaica
  - Ptolemeu VI amb la seva mare Cleòpatra I, la seva esposa-germana Cleòpatra II i el seu germà Ptolemeu VIII (primer regnat)
  - Ptolemeu VI amb Cleòpatra I, Cleòpatra II, Ptolemeu VIII, i el seu fill Ptolemeu VII
  - Ptolemeu VIII amb el seu germà Ptolemeu VI i la seva esposa-germana Cleòpatra II (primer regnat)
  - Ptolemeu VIII amb la seva mare Cleòpatra I i la seva germana Cleòpatra II
  - Cleopatra III amb el seu oncle-marit Ptolemeu VIII i la seva tia Cleopatra II (primer regnat)
  - Cleopatra III amb Ptolemeu VIII, Cleòpatra II, el seu fills Ptolemeu IX i Ptolemeu X
  - Ptolemeu IX amb la seva mare Cleòpatra III i la seva esposa Cleopatra IV (primer regnat)
  - Ptolemeu X amb la seva mare Cleòpatra III (primer regnat)
  - Ptolemeu X amb la seva mare Cleòpatra III i la seva esposa-neboda Berenice III
  - Ptolemeu XI amb la seva esposa-cosina Berenice III
  - Ptolemeu XII amb la seva dona-germana Cleòpatra V i la seva filla Cleòpatra VI (primer regnat)
  - Cleopatra V amb la seva filla Berenice IV
  - Ptolemeu XII amb la seva filla Cleòpatra VII
  - Cleopatra VII amb el seu marit-germà Ptolemeu XIII, el seu espòs-germà Ptolemeu XIV i el seu fill Cesarió